# Hans Karl Friedrich von Brünnow
Hans Karl Friedrich von Brünnow (* um 1780/1782 in Spandau; † 7. August 1814 in Berlin) war ein preußischer Major und Chef einer Husaren-Eskadron im Schill’schen Freikorps.

## Leben

### Herkunft
Hans Karl Friedrich war ein Angehöriger des kurländisch-pommerschen Adelsgeschlechts von Brünnow. Er war der dritte Sohn des preußischen Oberst Friedrich Siegmund von Brünnow. General Friedrich Georg von Sohr war sein Schwager.

### Werdegang
Brünnow war um die Mitte des Jahres 1793 in die Preußische Armee eingetreten. Im Jahre 1806 war er der 12. Sekondeleutnant mit Patent von Januar 1799 im Leib-Husaren-Regiment „von Goeckingk“ Nr. 2 mit Garnison in Fürstenwalde. Zu Beginn des Jahres 1807 schloss er sich Schill und wurde bei der Formation des 2. Brandenburgischen Husarenregiments als Premierleutnant einrangiert. Am 21. April 1807 erhielt er, nachdem er sich bei zahlreichen Gelegenheiten auszeichnete, den Orden Pour le Mérite.
Über die Zeit bei Schill hat Brünnow ein Kriegstagebuch in Form einer Autobiographie verfasst.
1812 stand er als Stabsrittmeister wieder beim Leib-Husaren-Regiment. Sein Ersuchen um Abschied wurde gewährt, woraufhin er in die Russisch-Deutsche Legion eintrat.
Brünnow wurde in Folge häufigen Alkoholkonsums dienstunfähig und starb vor seiner Zeit im Rang eines Majors.
Er wurde am 10. August im Gewölbe der Garnison Kirche in Berlin bestattet.

### Familie
Brünnow vermählte sich 1807 mit Johanna Luise Wilhelmine Clar (* um 1784; † 19. November 1808) mit der zwei in Fürstenwalde geborene Söhne hatte.
- Hans Karl Friedrich von Brünnow (* 5. Oktober 1807)
- Gustav Eduard Alexander von Brünnow (* 7. November 1808)

Beide Söhne sind vor dem Vater verstorben.